# Ilisha filigera
Ilisha filigera  (лат.) — вид морских лучепёрых рыб семейства Pristigasteridae. Распространены в тропических водах восточной части Индийского и западной части Тихого океана. Максимальная длина тела 72,4 см.

## Описание
Тело сжатое с боков, покрыто легкоопадающей циклоидной чешуёй. Чешуя без зазубрин, мелкая, в латеральных рядах 40—43 чешуй. Высота тела составляет 31—35 % стандартной длины тела. Рот косой, направлен вверх. Нижняя челюсть выдаётся вперёд. Окончание верхней челюсти доходит до вертикали, проходящей через переднюю часть глаза. В центре верхней челюсти есть выемка. На обеих челюстях мелкие или мельчайшие зубы. Глаза большие с жировыми веками. Жаберные тычинки короткие и тонкие. На нижней части жаберной дуги 19—23 жаберных тычинок. Спинной плавник расположен посередине тела. В анальном плавнике 46—52 лучей, он начинается на вертикали, проходящей через заднюю половину основания спинного плавника. По брюху проходит острый зазубренный киль с 34—38 килевыми чешуйками, из них до брюшных плавников 23—26 килевых чешуй и 11—13 чешуй после. Брюшные плавники маленькие с 6—7 мягкими лучами, расположены на вертикали, проходящей перед началом основания спинного плавника. Плавательный пузырь с одним коротким отростком, проходящим через мышцы по правой стороне тела за гемальным отростком. Хвостовой плавник раздвоенный.
Спина голубовато-зелёная, тело серебристое. На теле нет явных пигментных отметин. Самые дальние кончики плавников чёрные.
Максимальная длина тела 72,4 см.

## Биология
Морские пелагические рыбы. Обитают в прибрежных водах на глубине от 0 до 50 м. Заходят в эстуарии, выдерживают понижение солёности воды до 9 ‰. Молодь встречается в верхних частях эстуариев при солёности воды 1—3 ‰. Продолжительность жизни превышает 4 года.
Молодь питается зоопланктоном. По мере роста I. filigera переходят на питание рыбами и крупным нектоном (в частности креветками).
Нерестятся в дождливые сезоны годы с января до марта. Плодовитость около 100 тысяч икринок.

## Ареал
Распространены в Индийском океане от Мумбаи до восточного побережья Индии и далее на восток до Андаманского моря. В Тихом океане встречаются в Южно-Китайском море (северо-восток Борнео).